# سینسیناتی (آیووا)
سینسیناتی (به انگلیسی: Cincinnati) شهری در ایالت آیووا کشور ایالات متحده آمریکا است که جمعیت آن در سرشماری سال ۲۰۱۰ میلادی، ۳۵۷ نفر بوده‌است.